# Ophrys sect. Bombyliflorae
Ophrys sect. Bombyliflorae is een sectie (onderverdeling van een geslacht) met slechts één soort terrestrische orchideeën, die deel uitmaakt van het geslacht Ophrys.

## Kenmerken
Bombyliflorae worden gekenmerkt door bloemen met grote, ronde, groene kelkbladen, brede, korte kroonbladen en een lip met een duidelijk aanhangseltje.

## Verspreiding en voorkomen
Bombyliflorae komen voor in het Middellandse Zeegebied.

## Taxonomie
De sectie Bombyliflorae omvat slechts één soort, O. bombyliflora.
Deze soort wordt door sommige auteurs tot de sectie Tenthrediniferae gerekend.

### Soortenlijst
- Ophrys bombyliflora Link (1800)